# الجريشفة (حبيل جبر)

تعديل مصدري - تعديل

الجريشفة هي إحدى قرى عزلة حبيل جبر بمديرية حبيل جبر التابعة لمحافظة لحج، بلغ تعداد سكانها 342 نسمة حسب تعداد اليمن لعام 2004.